# Варта (річка)
Ва́рта (пол. Warta польська: [ˈvarta] ( прослухати); нім. Warthe [ˈvaʁtə] ( прослухати); лат. Varta) — річка в Польщі, права притока Одри. Довжина — 808 км, сточище — 54 529 км².

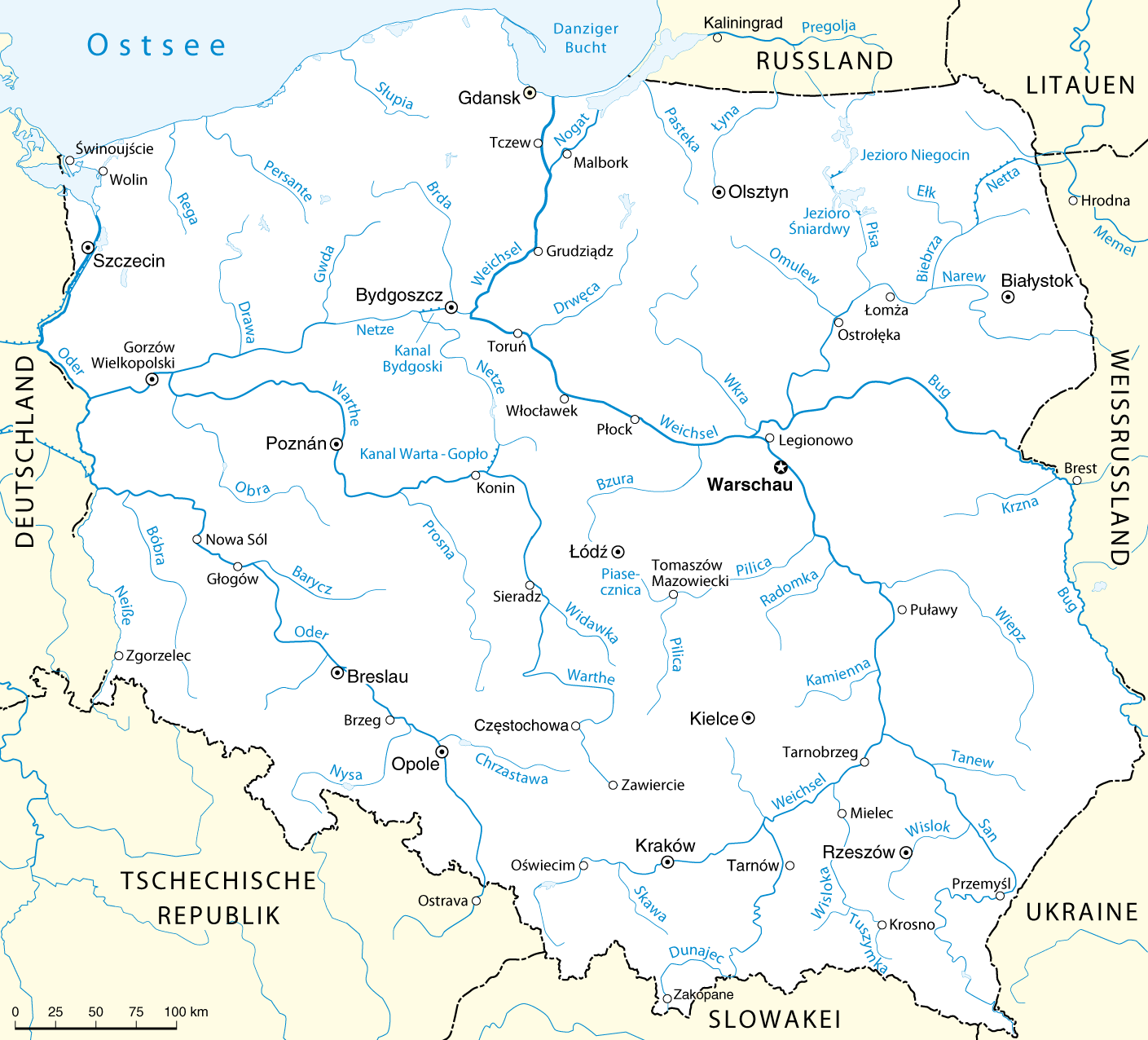
Система річок Польщі

Найбільші притоки: Нотець (права), Просна, Обра (ліві).
Міста: Ченстохова, Сєрадз, Познань, Гожув Великопольський.

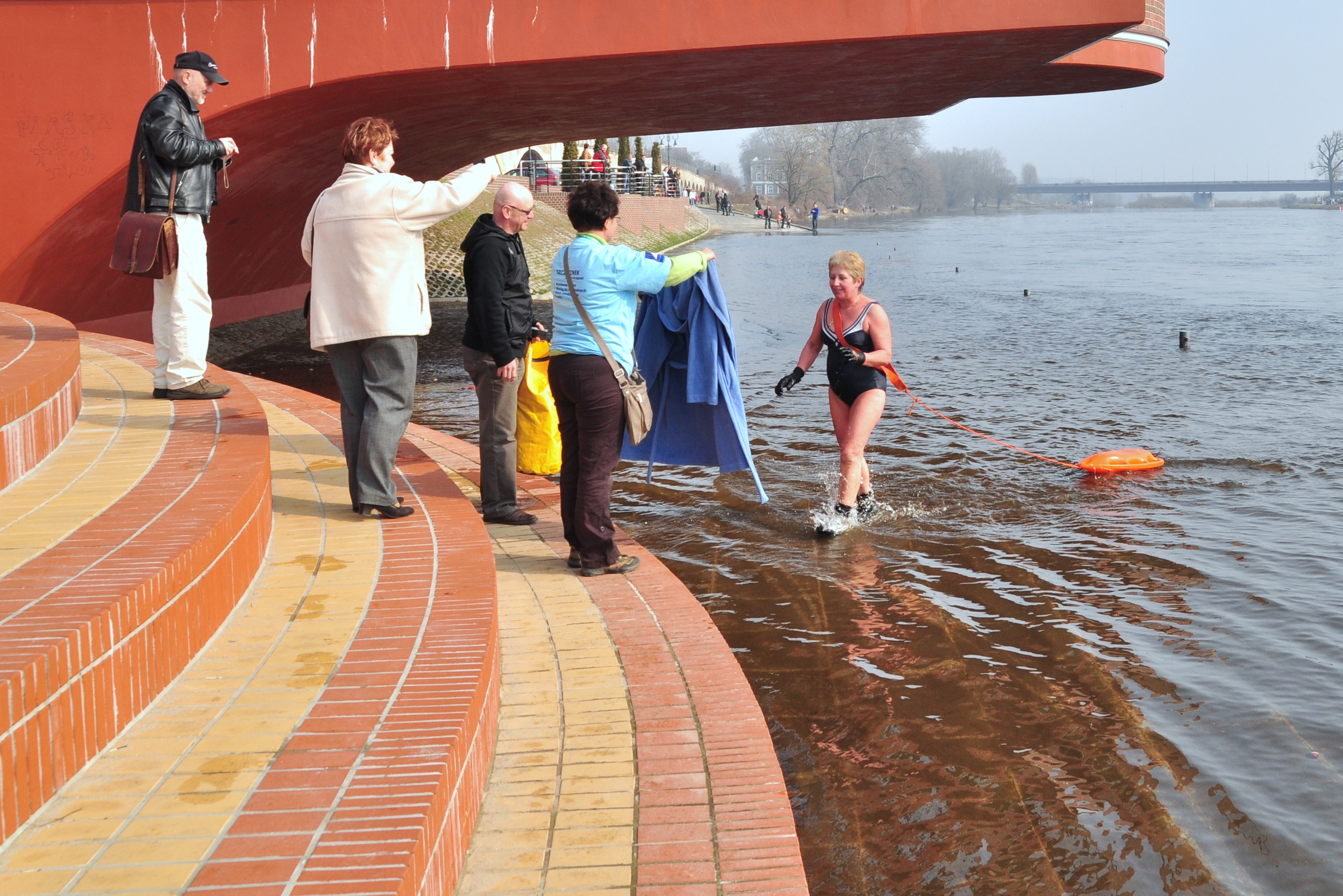
Заплив через річку

| Польща | Це незавершена стаття з географії Польщі. Ви можете допомогти проєкту, виправивши або дописавши її. |